# リーマン形式
数学において、アーベル多様体やモジュラー形式の理論におけるリーマン形式 (リーマンけいしき、Riemann form) とは、以下のデータからなる。
- 複素ベクトル空間 Cg の格子 {\displaystyle \Lambda }
- {\displaystyle \Lambda } から整数への交代的双線型形式 {\displaystyle \alpha } であって、次のリーマンの双線型関係式(Riemann bilinear relations)を満たすもの。

1. {\displaystyle \alpha } の実線型拡大 {\displaystyle \alpha _{\mathbb {R} }\colon \mathbb {C} ^{g}\times \mathbb {C} ^{g}\rightarrow \mathbb {R} } は、{\displaystyle \mathbb {C} ^{g}\times \mathbb {C} ^{g}} のすべての {\displaystyle (v,w)} に対して、{\displaystyle \alpha _{\mathbb {R} }(iv,iw)=\alpha _{\mathbb {R} }(v,w)} を満たす。
2. 付随するエルミート形式 {\displaystyle H(v,w)=\alpha _{\mathbb {R} }(iv,w)+i\alpha _{\mathbb {R} }(v,w)} は正定値である。

（ここに記述したエルミート形式は、第一変数について線型である。）
リーマン形式は、次の理由により重要である。
- 任意の保型因子のチャーン類の交代化（英語版）(alternatization)はリーマン形式である。
- 逆に、任意のリーマン形式が与えられると、保型因子であって、そのチャーン類の交代化が与えられたリーマン形式であるようなものを構成できる。